# Objetos para recoger (videojuegos)
En los juegos y videojuegos, un objeto para recoger es elemento del juego que puede ser recolectado por un jugador o, en ocasiones, un personaje no jugador. Estos artículos también se llaman «recolectables» o «pick-ups» (en inglés).
Algunos de estos objetos recolectables suelen ser beneficiosos para el personaje del jugador. Otros pueden ser perjudiciales, como piezas de armadura malditas que otorgan una bonificación negativa al usuario y no se pueden quitar hasta que se disipe dicha maldición; lo cual puede conllevar el uso de algún elemento especial. Algunos objetos también pueden no tener ningún valor para el jugador. Los objetos para recoger son especialmente frecuentes en los RPG, ya que suelen ser necesarios para completar misiones o avanzar en la historia.
A veces, ciertos elementos pueden ser únicos y aparecer solo una vez en una ubicación específica, generalmente después de completar una tarea particular. Otros elementos pueden aparecer con frecuencia y no dar una gran bonificación por sí solos, sino cuando se recolectan muchos, como por ejemplo en los videojuegos de Mario y Sonic. Estos objetos generalmente se recogen automáticamente cuando el personaje del jugador entra en contacto con ellos. También hay juegos, como los de la serie Streets of Rage y las primeras entregas de Prince of Persia, donde el personaje del jugador puede caminar sobre un objeto sin recogerlo, si aún no lo necesita, teniendo la posibilidad de presionar un botón en particular para que el personaje lo recoja. En otras ocasiones, en algunos juegos, como los de rol, se puede recolectar un objeto de forma automática o manual, pero no se usará inmediatamente; el objeto se puede llevar consigo y usar manualmente cuando se necesite.

## Tipos
Los objetos para recoger pueden ser de varios tipos, clasificándose en su mayoría de la siguiente manera: en los juegos de rol, un inventario de objetos es una característica común de la interfaz de usuario donde el jugador puede ver todos los objetos que ha recogido hasta el momento y que lleva consigo. Generalmente se clasifican por categorías dentro del  inventario, como «Equipo», «Armas» o «Pociones». En otros géneros, hay objetos que pueden producir un efecto en el momento de recogerse.

### En juegos de plataformas

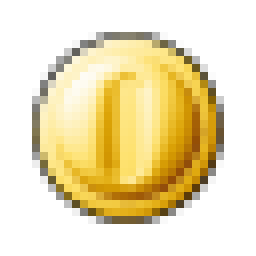
Las monedas son el recolectable común por excelencia de la mayoría de videojuegos.

En muchos juegos de plataformas, como Sonic the Hedgehog y Super Mario Bros, hay objetos esparcidos por el nivel, además de cajas. Algunos recolectables son comunes en a diversos videojuegos, aunque con diferentes aspectos.
Las vidas extras le dan al personaje del jugador la posibilidad de continuar tras morir. Las vidas extras, generalmente, están representadas por la cara del personaje principal (o el texto «1UP» en los juegos modernos). En algunos juegos, también se pueden obtener en fases especiales y/o recolectando una gran cantidad de objetos comunes (por ejemplo, 100 anillos en los juegos de Sonic), terminando niveles en una cierta cantidad de tiempo u obteniendo una cantidad específica de puntos.
Los recolectables como monedas, anillos, gemas o joyas son artículos comunes. Generalmente se utilizan para determinar la puntuación del jugador. En algunos juegos, particularmente aquellos con un mapa del mundo, los jugadores pueden canjear estos objetos en un lugar parecido a una tienda e intercambiarlos por nuevas habilidades o equipos. Por lo general, estos objetos se encuentran en pequeñas cantidades a medida que avanza el nivel, pero en ocasiones, los jugadores pueden encontrar zonas secretas con gran cantidad de ellos.

### En juegos de aventura

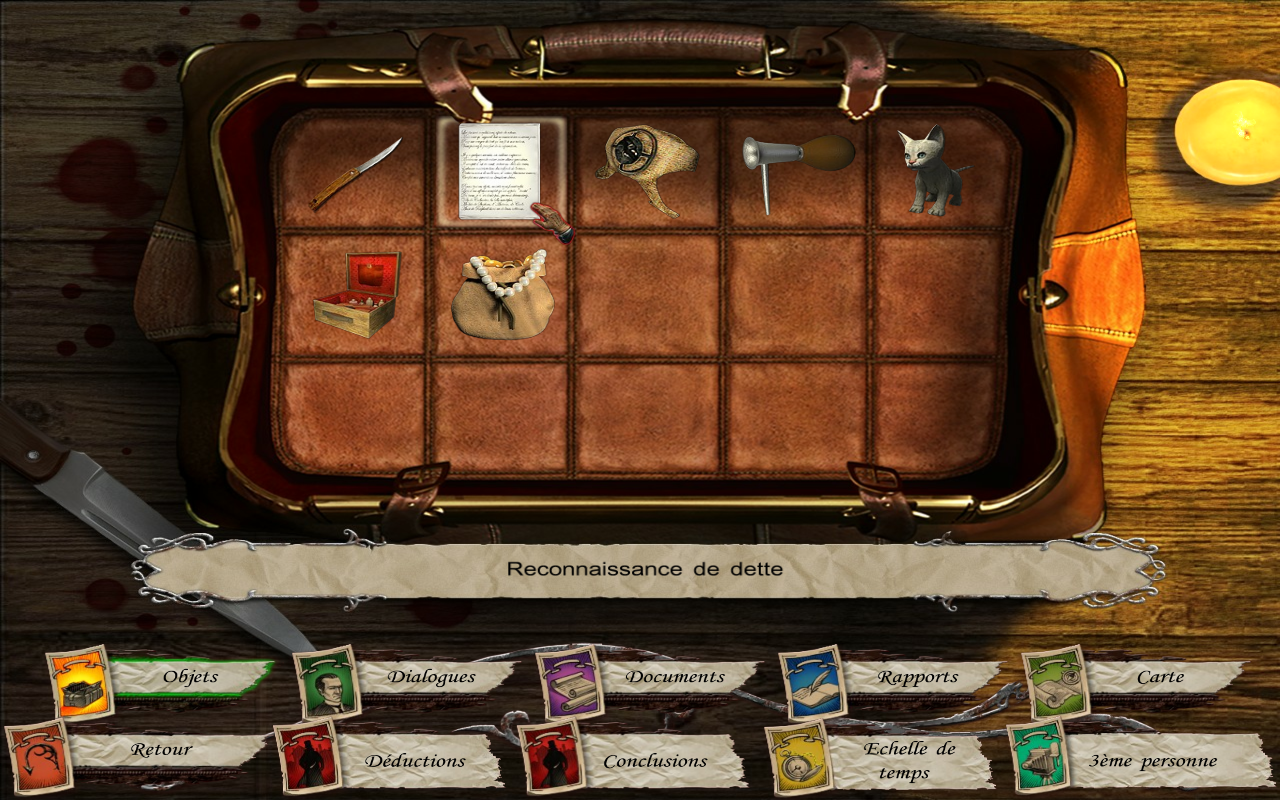
Inventario de objetos de un jugador en Sherlock Holmes contra Jack el Destripador.

En ocasiones, en los juegos de aventuras hay muchos rompecabezas que deben completarse para que el jugador pueda avanzar por el nivel. Generalmente, para completar estos puzles es necesario utilizar elementos específicos que se habrán encontrado durante la exploración del nivel. Este es un elemento muy común en la saga Legend of Zelda, donde elementos como el gancho son necesarios para pasar obstáculos específicos, o juegos como la saga Metroid, donde elementos como el traje de gravedad o las bombas de poder son esenciales para pasar a la siguiente zona. Otros elementos importantes para resolver rompecabezas que nos permiten progresar son las bombas, que pueden abrir nuevos caminos o el bumerán, que puede recuperar objetos desde una gran distancia. En Minecraft, hay diversos tipos de elementos que varían desde armas y herramientas hasta cosas diversas como discos de música o huevos generadores de criaturas. Si bien en algunos juegos no se necesitan elementos para completar rompecabezas o acceder a ciertas zonas, sí son obligatorios para progresar en el juego y derrotar a los jefes.
Otro elemento genérico necesario para progresar en las mazmorras de los juegos de aventura son las llaves. A veces puede haber varias llaves dentro de una mazmorra, o también una llave maestra que sea suficiente para abrir todas las puertas cerradas.

### En juegos de disparos

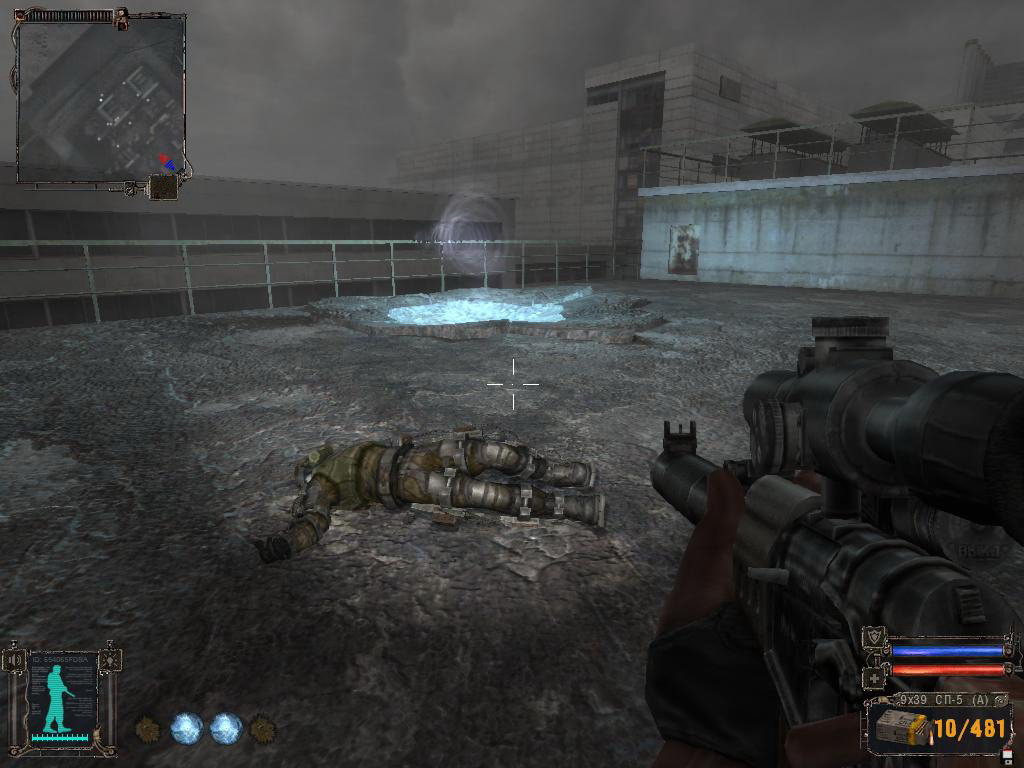
En algunos videojuegos, se encuentran objetos en los cuerpos de los enemigos muertos.

Los objetos en juegos de disparos no son tan comunes como en otros géneros, pero aun así juegan un papel importante en su jugabilidad. Los elementos más comunes son el botiquín, similar a una poción en los juegos de rol y la munición, una caja genérica de munición que funcionará con cualquier arma que el personaje del jugador tenga equipada en ese momento. A veces, en juegos con grandes cantidades de armas diferentes, también habrá paquetes de munición específicos para cada arma, proyectil, granada o similar.
En la mayoría de los juegos de este tipo se pueden obtener nuevas armas recogiéndolas de soldados enemigos derrotados, pero también comprándolas o en otras configuraciones del juego. Generalmente, las armas más poderosas (como los lanzacohetes y lanzallamas antes mencionados) tienden a encontrarse en partes avanzadas y específicas del juego. En algunos juegos que mezclan géneros, como Twisted Metal, las armas son una especie de potenciadores con una duración muy limitada.

### En juegos de lucha
En los juegos de lucha, los objetos son mucho menos comunes, aunque aún aparecen en muchos títulos. En los juegos de lucha libre, pueden aparecer elementos como sillas plegables y otros objetos inofensivos que se utilizan como armas improvisadas, a veces con un número limitado de usos hasta que se rompe. En la saga Super Smash Bros., los objetos juegan un papel importante en el combate, y la llegada oportuna de un determinado objeto, como las invencibilidad o el martillo, puede cambiar por completo el curso de la partida.

### En juegos de deportes
Los juegos deportivos populares generalmente presentan sus artículos en forma de tarjetas coleccionables, y los artículos se componen de jugadores, personal (mánagers/especialistas médicos/entrenadores), artículos consumibles y estadios. Un ejemplo es FIFA Ultimate Team, que evalúa el desempeño de los atletas en deportes del mundo real con cazatalentos que observan el desempeño de estos en partidos y luego aplican sus estadísticas a las tarjetas (en el juego) con diferentes colores y versiones de tarjetas para mostrar su jerarquía en nivel de habilidad. Al igual que con las tarjetas coleccionables, la rareza de las tarjetas se basa en el nivel de desempeño del atleta y su forma actual.